# Dunhuangmanuskripten

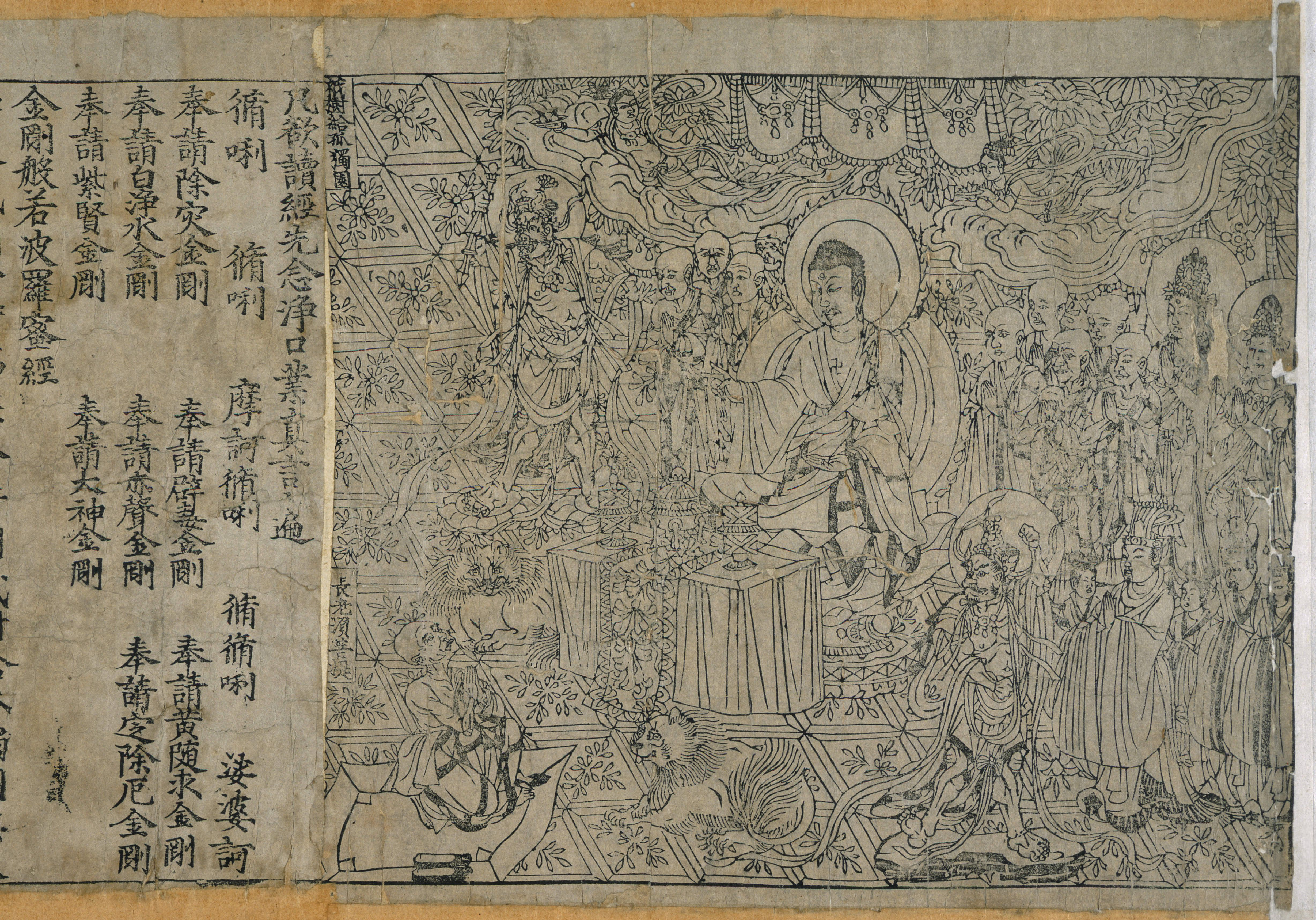
Diamantsutran. Världens äldsta tryckta bok som Aurel Stein förde till Storbritannien från Mogaogrottorna.

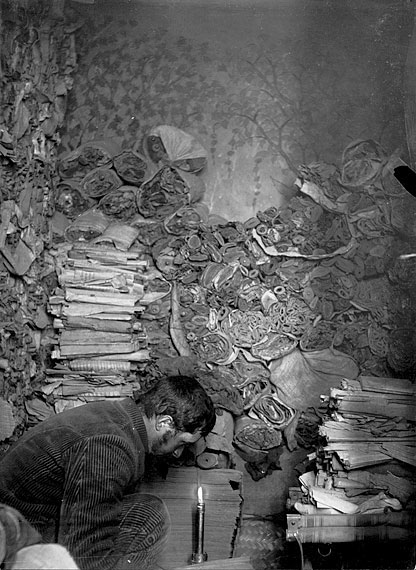
Paul Pelliot undersöker manuskript i Bibilioteksgrottan 1908.

Dunhuangmanuskripten (敦煌文獻, Dūnhuáng wénxiàn) är ungefär 50 000 manuskript som hittades i början på 1900-talet i Mogaogrottorna utanför Dunhuang i Gansuprovinsen Kina. Dokumenten är texter, målningar och sidentryck daterade från 300-talet till 1000-talet Det äldsta daterade dokumentet är från år 406 och det yngsta år 1004.
År 1900 hittade munken Wang Yuanlu en dold öppning i en av Mogaogrottorna. Öppningen ledde in till en ytterligare liten grotta, "Bibilioteksgrottan", som var fylld av manuskript. Wang Yuanlu förstod inte värdet av dessa dokument utan sålde dem extremt billigt till västerlänningar som visade intresse; den största delen under åren år 1907, 1908 och 1914 till Aurel Stein (för 130 pund) och den franska sinologen Paul Pelliot (för 90 pund). En av böckerna som Aurel Stein fick med sig var ett exemplar från år 868 av Diamantsutran, som idag är världens äldsta kända tryckta bok. Detta exemplar finns idag att se på British Library i London.

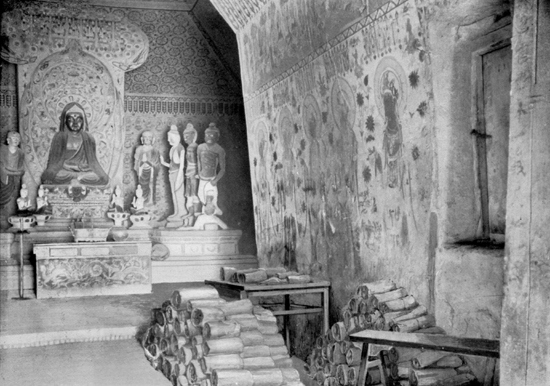
Delar av Dunhuangmanuskripten utanför ingången till den tidigare dolda grottan. (till höger)

Under mitten av 1000-talet förslöts öppningen till grottan där manuskripten förvarades och den förslutna ingången doldes av en väggmålning. Det är inte fastslaget exakt när grottan stängdes, men olika teorier pekar på åren år 1035, 1046 eller 1054. Varför grottan förseglades är inte känt, men kanske för att gömma och skydda de värdefulla buddhistiska dokumenten från muslimer som nu började komma in i Kina från väst, eller mer troligt, som skydd mot invasionen från Västra Xia. Efter att manuskripten blev kända försvann 80% av alla dokument till främmande nationer och finns nu att se i museer i bland annat  Storbritannien, Frankrike, USA, Tyskland, Ryssland och Japan.
Manuskripten har givit otroligt mycket forskningsmaterial om den antika orientaliska kulturen som har gett en ovärderlig referens för att studera den komplexa historien om det äldre Kina och Centralasien. 90% av manuskripten är religiösa texter från många olika religioner såsom buddhismen, daoismen, manikeismen, zoroastrismen och nestorianismen. De övriga dokumenten är en blandning av privat och officiell korrespondens, Konfucius verk, ekonomiska dokument, kalendrar, medicinsk litteratur, recept etc. Dokumenten är huvudsakligen skrivna på kinesiska, tibetanska, sanskrit, uiguriska, sogdiska, fornturkiska och Tokhariska språk.